# Tony Wroten
Anthony LeonDre Wroten jr., detto Tony (Seattle, 13 aprile 1993), è un cestista statunitense.
È il cugino di Nate Robinson.

## Carriera
È stato selezionato dai Memphis Grizzlies al primo giro del Draft NBA 2012 (25ª scelta assoluta).

## Statistiche

### College
| Anno      | Squadra            | PG | PT | MP   | TC%  | 3P%  | TL%  | RP  | AP  | PRP | SP  | PP   |
| --------- | ------------------ | -- | -- | ---- | ---- | ---- | ---- | --- | --- | --- | --- | ---- |
| 2011-2012 | Washington Huskies | 35 | 27 | 30,3 | 44,3 | 16,1 | 58,3 | 5,0 | 3,7 | 1,9 | 0,4 | 16,0 |
| Carriera  | Carriera           | 35 | 27 | 30,3 | 44,3 | 16,1 | 58,3 | 5,0 | 3,7 | 1,9 | 0,4 | 16,0 |

### NBA

#### Regular Season
| Anno      | Squadra            | PG  | PT | MP   | TC%  | 3P%  | TL%  | RP  | AP  | PRP | SP  | PP   |
| --------- | ------------------ | --- | -- | ---- | ---- | ---- | ---- | --- | --- | --- | --- | ---- |
| 2012-2013 | Memphis Grizzlies  | 35  | 0  | 7,8  | 38,4 | 25,0 | 72,4 | 0,8 | 1,2 | 0,2 | 0,1 | 2,6  |
| 2013-2014 | Philadelphia 76ers | 72  | 16 | 24,5 | 42,7 | 21,3 | 64,1 | 3,2 | 3,0 | 1,1 | 0,2 | 13,0 |
| 2014-2015 | Philadelphia 76ers | 30  | 15 | 29,8 | 40,3 | 26,1 | 66,7 | 2,9 | 5,2 | 1,6 | 0,3 | 16,9 |
| 2015-2016 | Philadelphia 76ers | 8   | 3  | 18,0 | 33,8 | 17,6 | 54,1 | 2,6 | 2,5 | 0,4 | 0,0 | 8,4  |
| Carriera  | Carriera           | 145 | 34 | 21,2 | 41,3 | 23,1 | 64,7 | 2,5 | 3,0 | 0,9 | 0,2 | 11,1 |

#### Playoffs
| Anno     | Squadra           | PG | PT | MP  | TC%  | 3P% | TL% | RP  | AP  | PRP | SP  | PP  |
| -------- | ----------------- | -- | -- | --- | ---- | --- | --- | --- | --- | --- | --- | --- |
| 2013     | Memphis Grizzlies | 6  | 0  | 2,8 | 18,2 | 0,0 | 100 | 0,7 | 0,3 | 0,2 | 0,0 | 1,3 |
| Carriera | Carriera          | 6  | 0  | 2,8 | 18,2 | 0,0 | 100 | 0,7 | 0,3 | 0,2 | 0,0 | 1,3 |

### G League
| Anno      | Squadra       | PG | PT | MP   | TC%  | 3P%  | TL%  | RP  | AP  | PRP | SP  | PP   |
| --------- | ------------- | -- | -- | ---- | ---- | ---- | ---- | --- | --- | --- | --- | ---- |
| 2012-2013 | Reno Bighorns | 11 | 3  | 26,5 | 41,5 | 32,6 | 54,8 | 2,6 | 3,6 | 1,4 | 0,2 | 17,0 |
| 2016-2017 | Texas Legends | 16 | 2  | 23,7 | 41,9 | 28,8 | 52,8 | 2,3 | 2,3 | 0,8 | 0,2 | 12,6 |
| 2017-2018 | R.G.V. Vipers | 35 | 11 | 21,3 | 45,0 | 25,9 | 53,7 | 2,0 | 3,8 | 0,9 | 0,2 | 10,6 |
| Carriera  | Carriera      | 62 | 16 | 22,8 | 43,3 | 28,5 | 53,7 | 2,2 | 3,4 | 1,0 | 0,2 | 12,3 |

## Palmarès
- Campionato estone: 1

Kalev/Cramo: 2018-19
- Supercoppa polacca: 1

Włocławek: 2019